# Branislaŭ Taraškievič
Branislaŭ Adamavič Taraškievič (in bielorusso Браніслаў Адамавіч Тарашкевіч?, in russo Бронислав Адамович Тарашкевич?, in polacco Bronisław Taraszkiewicz; 20 gennaio 1892 – Minsk, 29 novembre 1938) è stato un linguista e politico bielorusso, autore della prima standardizzazione della lingua bielorussa moderna.
Il suo sistema sarà poi modificato e russificato negli anni dell'Unione Sovietica, ma sopravvive ancora oggi tra i bielorussi della diaspora e tra gli intellettuali, e ad esso ci si riferisce comunemente come Taraškievica.
Taraškievič era un membro del Partito Comunista clandestino della Bielorussia Occidentale (KPZB) in Polonia e venne arrestato ed imprigionato per 2 anni (1928-1930).
Inoltre, come membro del Circolo dei Deputati Bielorusso, era anche un deputato nel Parlamento Polacco (Sejm) dal 1922 al 1927.
Nel 1933 venne liberato a causa di uno scambio di prigionieri tra Polacchi e Sovietici in cambio di Frantsishak Alyakhnovich, un giornalista e drammaturgo bielorusso imprigionato in un Gulag.
Dopo la sua liberazione visse in esilio sovietico prima di cadere vittima delle grandi purghe sul finire degli anni trenta.